# 经纬纺机
经纬纺机，全称经纬纺织机械股份有限公司（深交所除牌前000666、港交所除牌前0350.HK），其前身是由黄朴奇、李升伯、钱新之等民国资本家于1941年开办的“经纬纺织机械制造公司”。

## 概述

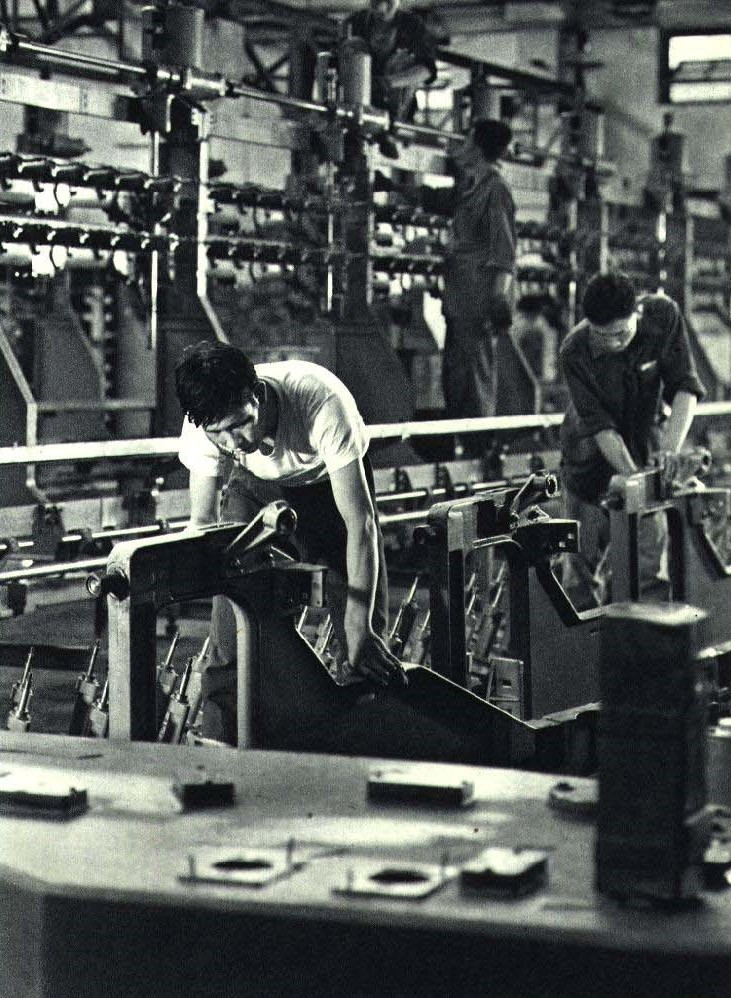
1965年经纬纺织厂黏胶织维长丝机

经纬纺织机械制造公司所用资金，旧法币500万元，乃是通过中华民国交通银行、经济部工矿调整处、花纱布局等集资而来。厂址最初时设在广西省柳州市，其后多次搬迁，曾至四川重庆、后迁至上海。1949年后，由中华人民共和国政府接管。
1950年，国家决定将其迁往山西榆次，榆次工厂建于1951年，于1954年8月1日建成投产，位于山西榆次的“经纬纺织机械厂”。1995年经纬纺织机械厂进行股份制改组，成立经纬纺织机械股份有限公司，成为深圳A股和香港H股上市公司。2003年，公司注册地更改为北京高新技术开发区。原址企业以榆次分公司形式运营。
持有中融国际信托有限公司37.47%股權。
2015年7月，母公司中國恒天集團以每股12港元，收購所有已發行180,800,000股H股，總代價為2,169,600,000港元，惟不包括深圳A股上市股份在內。
2015年8月13日，中國恒天集團旗下中國恒天控股有限公司以每股12港元，收購所有已發行180,800,000股H股，總代價為2,169,600,000港元，如股東會通過後，預計撤銷上市日期為2015年12月28日（H股）。
2015年11月16日，該公司股東大會通過上述規例，撤銷上市日期為2015年12月28日（H股）。
2023年8月30日，該公司公告以股东大会决议方式，主动撤回A股股票在深交所的上市交易，并转而申请在全国中小企业股份转让系统转让。</REF>。
2023年9月16日，股东大会决议通过主动撤回A股股票在深交所的上市交易，并转而申请在全国中小企业股份转让系统转让。10月26日，該公司股票终止上市。

## 历程
- 1941年，经纬纺织机械制造公司在广西柳州建成。
- ？年，搬迁至四川重庆。
- ？年，搬迁至上海。
- 1951年5月，位于山西榆次的经纬纺织机械制造厂动土兴建。
- 1954年8月，经纬纺织机械厂开工生产。
- 1995年8月，实施股份制改组，设立经纬纺织机械股份有限公司，注册于太原高新技术产业开发区。
- 1999年11月，置换收购天津宏大纺机、沈阳宏大纺机、郑州宏大纺机、青岛宏大纺机。
- 2000年9月，公司总部移至北京，原经纬股份公司以经纬纺机榆次分公司的形式独立运营。
- 2003年10月，公司注册地迁址北京高新技术开发区，同时被认证为国家高新技术企业。
- 2006年10月，收购咸阳维尔机械制造有限公司、无锡宏大纺机专件有限公司。
- 2009年12月，经纬纺机（股票代码：000666）于以12亿交易价收购中融国际信托36%股权成为中融国际信托第一大股东。